# Koroteak, Kompaniivka
Koroteak (în ucraineană Коротяк) este un sat în comuna Buzova din raionul Kompaniivka, regiunea Kirovohrad, Ucraina.

## Demografie
Componența lingvistică a localității Koroteak
     Ucraineană (98,73%)
     Alte limbi (0,84%)
Conform recensământului din 2001, majoritatea populației localității Koroteak era vorbitoare de ucraineană (98,73%), existând în minoritate și vorbitori de alte limbi.